# Samuel Pierpont Langley
Pour les articles homonymes, voir Langley.
Samuel Pierpont Langley (22 août 1834, Roxbury-27 février 1906, Aiken) est un physicien, inventeur et astronome américain. Bien que ses tentatives de vol pilotés soient restées infructueuses, on le compte aussi parmi les pionniers de l'aviation.

## Carrière
Langley étudie à la Boston Latin School. Après avoir été diplômé, il travaille comme assistant au Harvard College Observatory puis obtient la chaire de mathématiques à l'académie navale d'Annapolis. En 1867, il devient professeur d'astronomie à l'université de Pittsburgh et le troisième secrétaire du Smithsonian Astrophysical Observatory en 1887.
En 1881, Langley invente le bolomètre et en 1886 il reçoit la médaille Henry Draper pour ses travaux sur la physique solaire. Sa publication avec Frank Washington Very (en) des observations infrarouges de l'observatoire Allegheny seront utilisées par Svante Arrhenius pour effectuer les premiers calculs de l'effet de serre.

## L'aviation
Langley prend place dans la course au premier vol piloté d'un plus lourd que l'air. Ses modèles volent mais ses deux tentatives de vols pilotés, bien que moins ambitieux que ceux des frères Wright, sont des échecs.

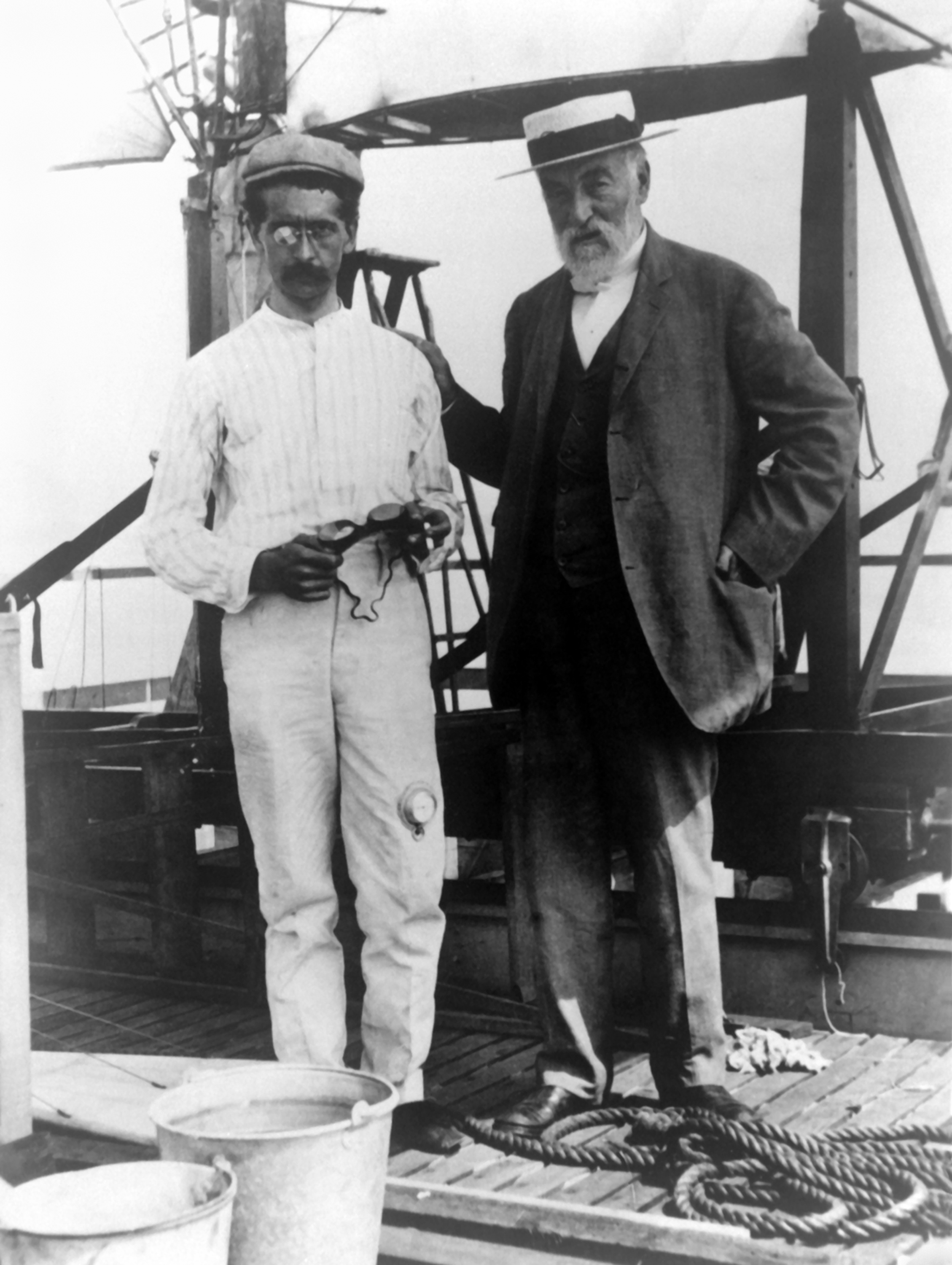
Manly et Langley

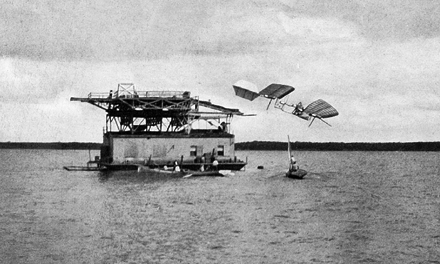
Essai au-dessus du Potomac, le 7 octobre 1903.

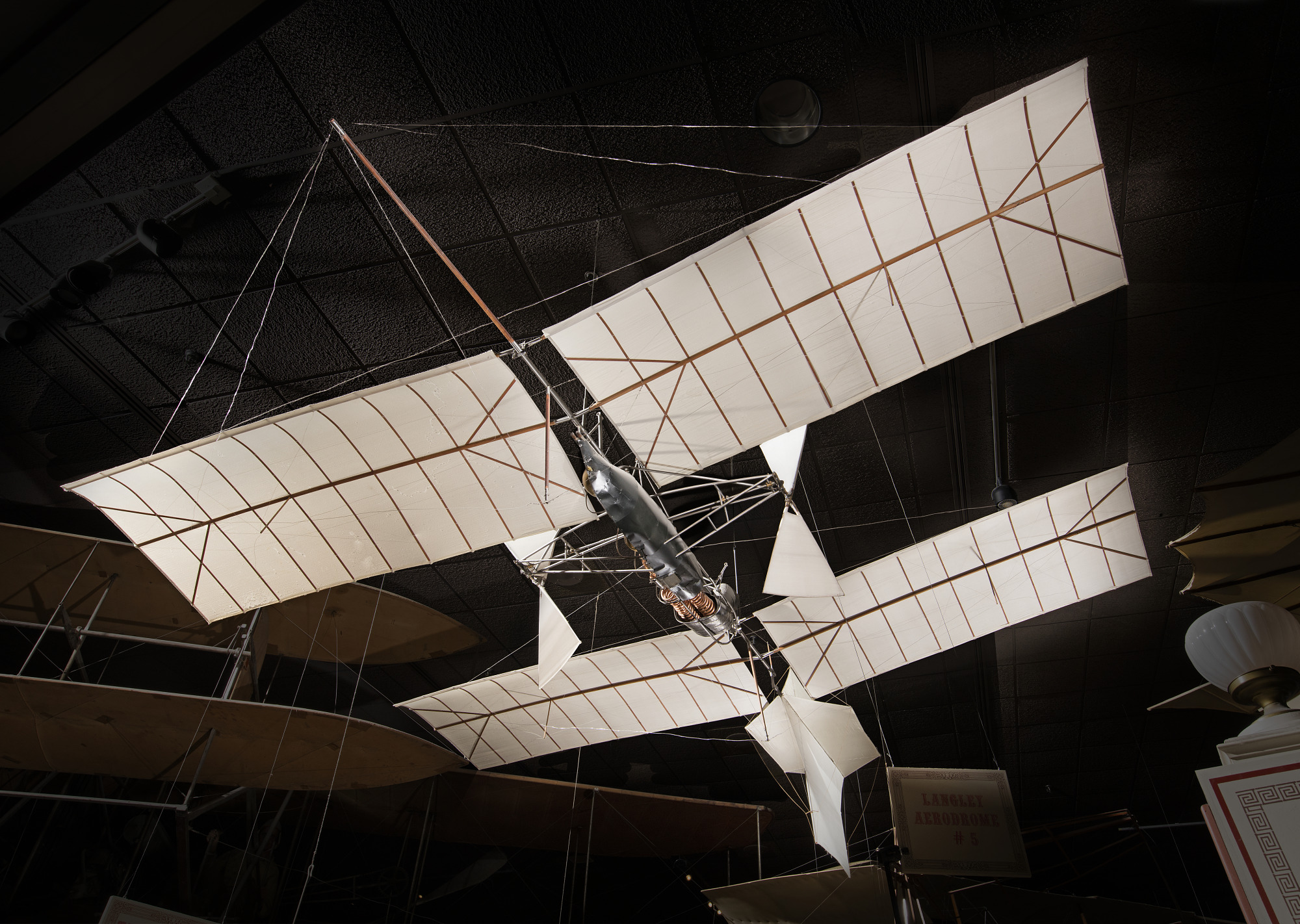
Aérodrome Langley, modèle du Smithsonian National Air and Space Museum

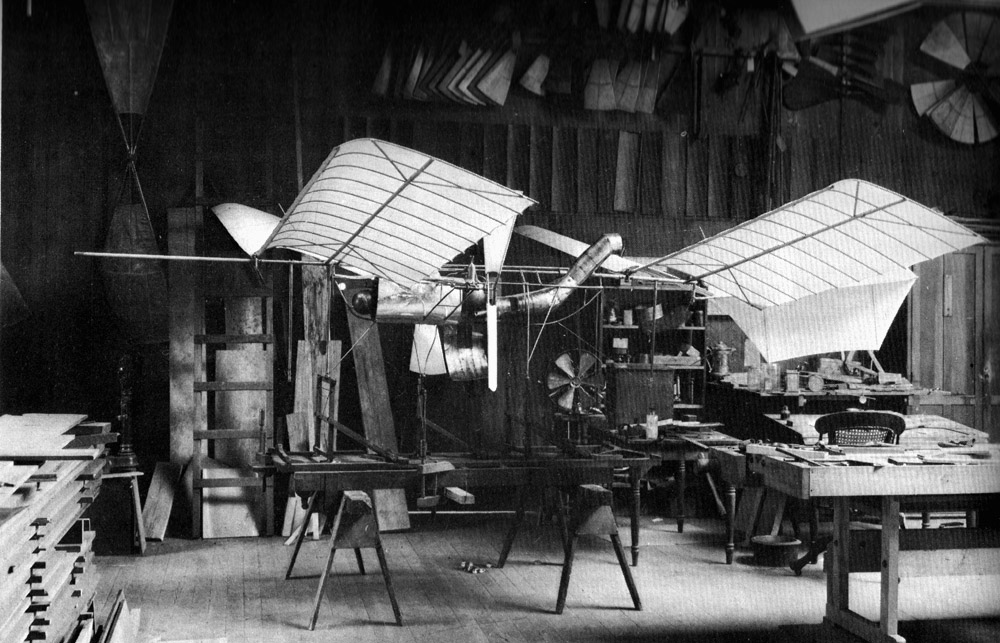
Maquette à l'échelle 1/4 qui a volé plusieurs centaines de mètres le 8 août 1903.

Langley commence à expérimenter avec des modèles propulsés par élastique et des planeurs. Il n'est pas certain que Langley ait réussi à atteindre les temps de vols d'Alphonse Pénaud avec ces modèles mais il a persisté. Il construit un bras rotatif, similaire à la soufflerie des frères Wright pour les tests. 
Le ministère de la guerre américain lui fournit 50 000 dollars pour développer un engin piloté et continuer son travail avec des modèles plus grands propulsés par une machine à vapeur et à moteur à combustion interne. Ses essais démontrent une stabilité et une portance suffisante. Il élabore une structure soutenue par des entretoises, engage un pilote de planeur, offre un soutien financier aux frères Wright, qu'ils refusent, et engage Charles M. Manly comme ingénieur et pilote d'essai.
Tandis que le véhicule en taille réelle est conçu et construit, le moteur est sous-traité à un fabricant. Quand ce dernier échoue à construire le moteur répondant aux spécifications requises, Manly en finit la conception. Ce moteur fournit nettement plus de puissance par rapport à son poids que celui des frères Wright ; bien qu'il ne soit pas un travail de Langley, c'est la principale contribution du projet à l'aviation.
La machine possède une double paire d'ailes soutenues par entretoises et haubans. Elle dispose de contrôles en tangage et en lacet (mais pas en roulis. Par rapport à l'approche des Wright qui conçoivent un avion léger et maniable qui peut voler par vent violent, Langley évite les accidents en volant au-dessus de l'eau sur le Potomac. Ceci nécessite une catapulte et l'avion n'a pas de train d'atterrissage, l'avion doit s'écraser dans l'eau après le vol de démonstration. Le projet est abandonné après deux essais infructueux le 7 octobre et le 8 décembre 1903, Manly est récupéré indemne les deux fois.
L'avion de Langley est modifié par Glenn Curtiss en 1914, dans le but d'invalider le brevet des Wright mais la justice confirme sa validité. Bien que Langley expérimente avec succès ses modèles réduits, il apparaît qu'il n'a pas de moyen de contourner le problème central des Wright, contrôler un avion dont le poids est trop lourd pour être dirigé par le corps du pilote. Aussi, même si son avion avait volé, Manly aurait été en danger et le crédit des frères Wright peu diminué.

## Notoriété
On trouve le nom de Langley en plusieurs occasions, par exemple :
- Le Langley Research Center à Hampton ;
- une base aérienne, la Langley Air Force Base ;
- deux porte-avions, le USS Langley (CV-1) et le USS Langley (CVL-27) ;
- le nom d'un liberty ship, le SS Samuel P. Langley ;
- sur un timbre de 45 c émis par US Airmail en 1988 ;
- l'astéroïde (3866) Langley découvert en 1988 par Henri Debehogne ;
- le langley est une unité non-SI de rayonnement solaire.